# Groupe 12 du tableau périodique
Le groupe 12 du tableau périodique, autrefois appelé groupe IIB dans l'ancien système IUPAC et dans le système CAS, contient les éléments chimiques de la 12e colonne, ou groupe, du tableau périodique des éléments :
| Période | Élément chimique | Élément chimique | Z   | Famille d'éléments  | Configuration électronique[2] |
| ------- | ---------------- | ---------------- | --- | ------------------- | ----------------------------- |
| 4       | Zn               | Zinc             | 30  | Métal pauvre        | [Ar] 4s2 3d10                 |
| 5       | Cd               | Cadmium          | 48  | Métal pauvre        | [Kr] 5s2 4d10                 |
| 6       | Hg               | Mercure          | 80  | Métal pauvre        | [Xe] 6s2 4f14 5d10            |
| 7       | Cn               | Copernicium      | 112 | Métal de transition | [Rn] 7s2 5f14 6d10            |
Les éléments de ce groupe appartiennent au bloc d du tableau périodique. Ils sont généralement rangés parmi les éléments de transition dans la grande majorité des manuels et des ouvrages de chimie bien que, pour l'IUPAC, un élément de transition soit « un élément chimique dont les atomes ont une sous-couche électronique d incomplète, ou qui peuvent former des cations dont la sous-couche électronique d est incomplète » : dans la mesure où les éléments du groupe 12 mobilisent les électrons de leur sous-couche ns, où n est le numéro de la période, en laissant leur sous-couche (n – 1)d complète, avec 10 électrons, ils n'entrent pas dans la définition de l'IUPAC des éléments de transition. Pour cette raison, ils sont rangés ici dans la famille des métaux pauvres, avec laquelle ils partagent de nombreuses propriétés : ils sont plus mous que les métaux de transition, présentent une résistance mécanique moindre et une température de fusion sensiblement inférieure, le mercure étant même liquide à température ambiante. Le copernicium 112Cn serait en revanche probablement un métal de transition, en raison d'effets relativistes stabilisant les orbitales 7s au détriment des orbitales 6d : l'ion Cn2+ aurait ainsi une configuration [Rn] 5f14 6d8 7s2, avec par conséquent une sous-couche 6d incomplète. En solution aqueuse, il serait à l'état d'oxydation +2, voire +4 : dans ce dernier cas, la sous-couche 6d est nécessairement incomplète.

Éléments du groupe 12
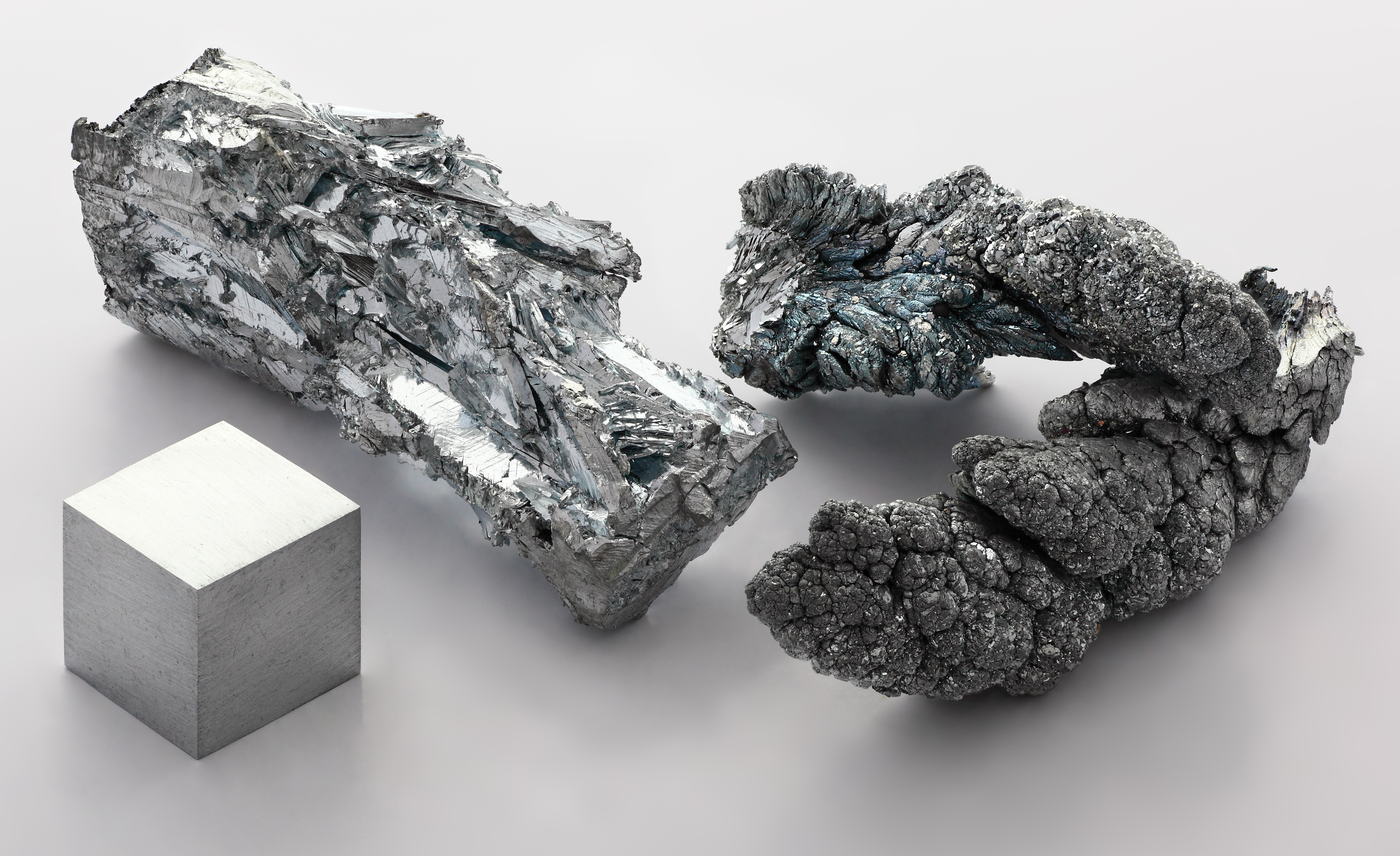
Zinc 30Zn.
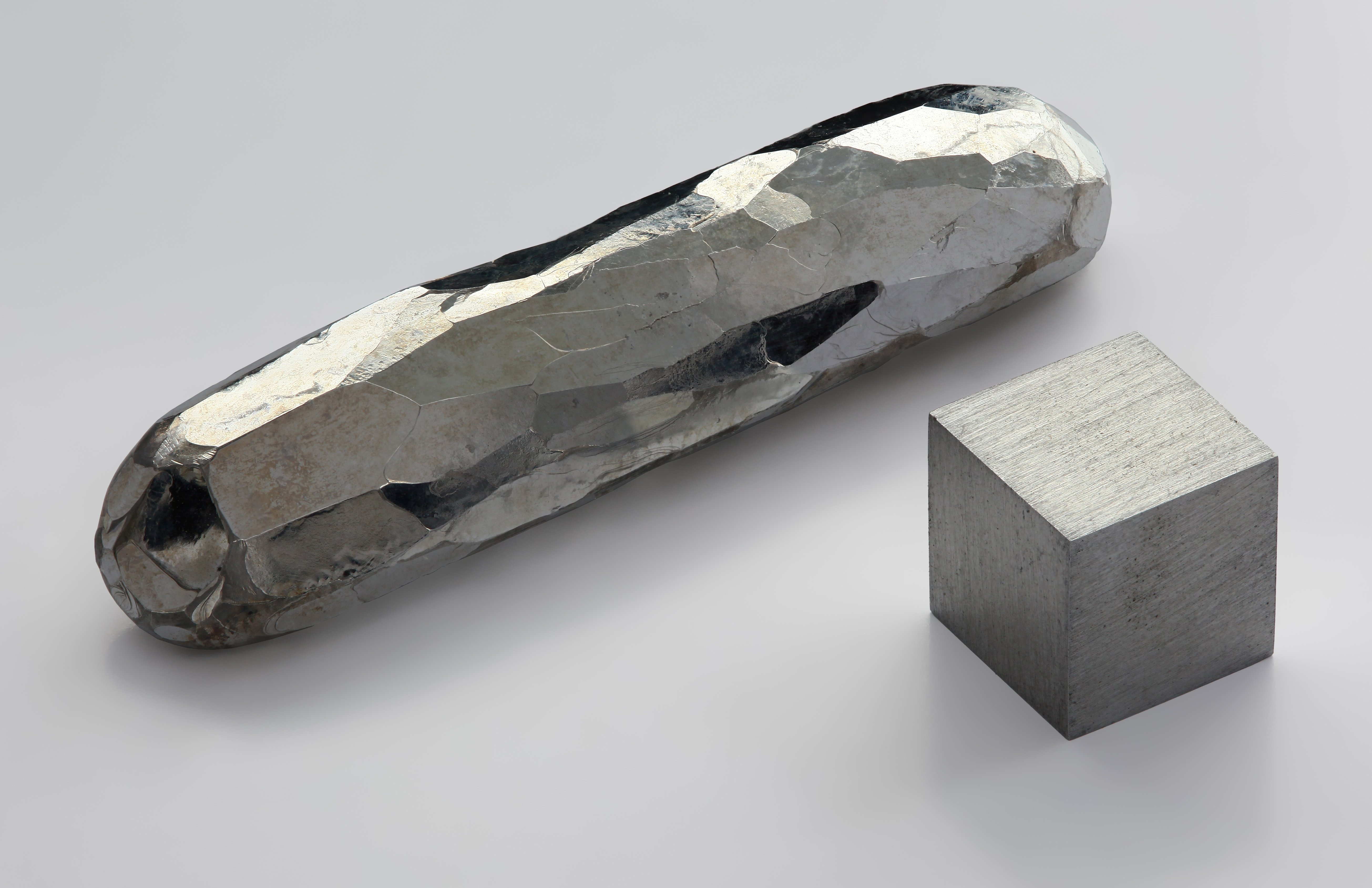
Cadmium 48Cd.
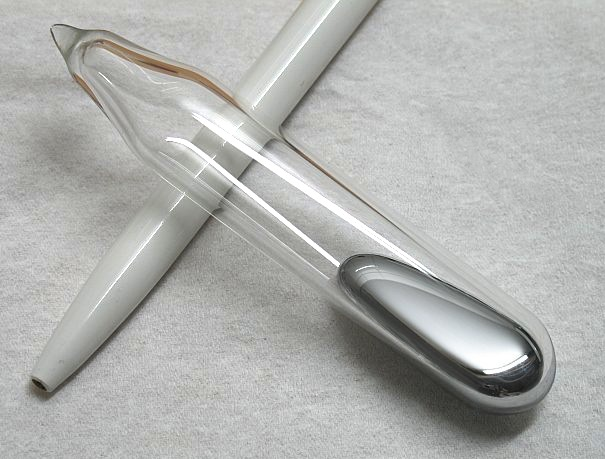
Mercure 80Hg.